# حلقه آتش (فیلم ۱۹۹۱)
«حلقه آتش» (انگلیسی: Ring of Fire (1991 film)) فیلمی مستند است که در سال ۱۹۹۱ منتشر شد.